# توربيورن إيك
توربيورن إيك (بالسويدية: Torbjörn Ek)‏ هو لاعب باندي ‏ ولاعب كرة قدم ومدرب كرة قدم سويدي في مركز الهجوم، ولد في 25 يونيو 1949 في يوسدال في السويد، وتوفي بنفس المكان في 18 أغسطس 2010. لعب مع أيك سولنا.

## وصلات خارجية
- توربيورن إيك على موقع عالم كرة القدم.نت (الإنجليزية)